# Kremlin Cup 2006 - Qualificazioni singolare maschile
Le qualificazioni del singolare maschile del Kremlin Cup 2006 sono state un torneo di tennis preliminare per accedere alla fase finale della manifestazione. I vincitori dell'ultimo turno sono entrati di diritto nel tabellone principale. In caso di ritiro di uno o più giocatori aventi diritto a questi sono subentrati i lucky loser, ossia i giocatori che hanno perso nell'ultimo turno ma che avevano una classifica più alta rispetto agli altri partecipanti che avevano comunque perso nel turno finale.
Le qualificazioni del torneo Kremlin Cup prevedevano 32 partecipanti di cui 4 sono entrati nel tabellone principale.

## Teste di serie
1. Miša Zverev (Qualificato)
2. Serhij Stachovs'kyj (Qualificato)
3. Ernests Gulbis (primo turno)
4. Denis Istomin (Qualificato)

1. Jurij Ščukin (secondo turno)
2. Mikhail Ledovskikh (ultimo turno)
3. Orest Tereščuk (ultimo turno)
4. Toshihide Matsui (primo turno)

## Qualificati
1. Miša Zverev
2. Serhij Stachovs'kyj

1. Konstantin Kravčuk
2. Denis Istomin

## Tabellone

### Legenda
| - Q = Qualificato - WC = Wild card - LL = Lucky loser | - ALT = Alternate - SE = Special Exempt - PR = Protected Ranking | - w/o = Walkover - r = Ritirato - d = Squalificato |

### Sezione 1
|  | Primo turno          | Primo turno          | Primo turno          | Primo turno | Primo turno |  |  | Secondo turno | Secondo turno    | Secondo turno    | Secondo turno  | Secondo turno  |    |    | Ultimo turno | Ultimo turno | Ultimo turno | Ultimo turno | Ultimo turno |  |
|  |                      |                      |                      |             |             |  |  |               |                  |                  |                |                |    |    |              |              |              |              |              |  |
|  | 1                    | Miša Zverev          | Miša Zverev          | 6           | 6           |  |  |               |                  |                  |                |                |    |    |              |              |              |              |              |  |
|  |                      | Aleksandr Jarmola    | Aleksandr Jarmola    | 2           | 3           |  |  | 1             | Miša Zverev      | Miša Zverev      | 6              | 6              |    |    |              |              |              |              |              |  |
|  | Evgenij Kirillov     | Evgenij Kirillov     | Evgenij Kirillov     | 6           | 6           |  |  |               | Evgenij Kirillov | Evgenij Kirillov | 3              | 3              |    |    |              |              |              |              |              |  |
|  | Oleksandr Nedovjesov | Oleksandr Nedovjesov | Oleksandr Nedovjesov | 4           | 3           |  |  |               |                  |                  |                |                |    |    | 1            | Miša Zverev  | Miša Zverev  | 7            | 7            |  |
|  | Michail Kukuškin     | Michail Kukuškin     | Michail Kukuškin     | 6           | 6           |  |  |               |                  | 7                | Orest Tereščuk | Orest Tereščuk | 64 | 63 |              |              |              |              |              |  |
|  | Pavel Ivanov         | Pavel Ivanov         | Pavel Ivanov         | 1           | 3           |  |  |               | Michail Kukuškin | Michail Kukuškin | 1              | 4              |    |    |              |              |              |              |              |  |
|  | 7                    | Orest Tereščuk       | Orest Tereščuk       | 6           | 6           |  |  | 7             | Orest Tereščuk   | Orest Tereščuk   | 6              | 6              |    |    |              |              |              |              |              |  |
|  |                      | Michail Lifšic       | Michail Lifšic       | 3           | 1           |  |  |               |                  |                  |                |                |    |    |              |              |              |              |              |  |

### Sezione 2
|  | Primo turno     | Primo turno          | Primo turno          | Primo turno | Primo turno |  |  | Secondo turno  | Secondo turno       | Secondo turno       | Secondo turno  | Secondo turno  |    |   | Ultimo turno | Ultimo turno        | Ultimo turno        | Ultimo turno | Ultimo turno |  |
|  |                 |                      |                      |             |             |  |  |                |                     |                     |                |                |    |   |              |                     |                     |              |              |  |
|  | 2               | Serhij Stachovs'kyj  | Serhij Stachovs'kyj  | 6           | 6           |  |  |                |                     |                     |                |                |    |   |              |                     |                     |              |              |  |
|  |                 | Vladislav Bondarenko | Vladislav Bondarenko | 1           | 4           |  |  | 2              | Serhij Stachovs'kyj | Serhij Stachovs'kyj | 6              | 6              |    |   |              |                     |                     |              |              |  |
|  | Dmitrij Sitak   | Dmitrij Sitak        | 6                    | 4           | 6           |  |  |                | Dmitrij Sitak       | Dmitrij Sitak       | 3              | 3              |    |   |              |                     |                     |              |              |  |
|  | Sergej Demechin | Sergej Demechin      | 3                    | 6           | 4           |  |  |                |                     |                     |                |                |    |   | 2            | Serhij Stachovs'kyj | Serhij Stachovs'kyj | 7            | 6            |  |
|  | Nenad Zimonjić  | Nenad Zimonjić       | Nenad Zimonjić       | 7           | 6           |  |  |                |                     |                     | Nenad Zimonjić | Nenad Zimonjić | 68 | 3 |              |                     |                     |              |              |  |
|  | Valerij Rudnev  | Valerij Rudnev       | Valerij Rudnev       | 5           | 3           |  |  | Nenad Zimonjić | Nenad Zimonjić      | 64                  | 6              | 6              |    |   |              |                     |                     |              |              |  |
|  |                 | Artur Černov         | Artur Černov         | 6           | 6           |  |  | Artur Černov   | Artur Černov        | 7                   | 2              | 4              |    |   |              |                     |                     |              |              |  |
|  | 8               | Toshihide Matsui     | Toshihide Matsui     | 1           | 3           |  |  |                |                     |                     |                |                |    |   |              |                     |                     |              |              |  |

### Sezione 3
|  | Primo turno        | Primo turno        | Primo turno      | Primo turno | Primo turno |  |  | Secondo turno    | Secondo turno      | Secondo turno      | Secondo turno      | Secondo turno |   |   | Ultimo turno  | Ultimo turno  | Ultimo turno | Ultimo turno | Ultimo turno |  |
|  |                    |                    |                  |             |             |  |  |                  |                    |                    |                    |               |   |   |               |               |              |              |              |  |
|  |                    | Andrei Gorban      | 6                | 4           | 7           |  |  |                  |                    |                    |                    |               |   |   |               |               |              |              |              |  |
|  | 3                  | Ernests Gulbis     | 2                | 6           | 65          |  |  | Andrei Gorban    | Andrei Gorban      | Andrei Gorban      | 6                  | 6             |   |   |               |               |              |              |              |  |
|  | František Čermák   | František Čermák   | František Čermák | 6           | 6           |  |  | František Čermák | František Čermák   | František Čermák   | 3                  | 3             |   |   |               |               |              |              |              |  |
|  | Jan Stancik        | Jan Stancik        | Jan Stancik      | 3           | 3           |  |  |                  |                    |                    |                    |               |   |   | Andrei Gorban | Andrei Gorban | 68           | 6            | 1            |  |
|  | Konstantin Kravčuk | Konstantin Kravčuk | 1                | 6           | 7           |  |  |                  |                    | Konstantin Kravčuk | Konstantin Kravčuk | 7             | 4 | 6 |               |               |              |              |              |  |
|  | Denys Molčanov     | Denys Molčanov     | 6                | 1           | 64          |  |  |                  | Konstantin Kravčuk | Konstantin Kravčuk | 7                  | 7             |   |   |               |               |              |              |              |  |
|  | 5                  | Jurij Ščukin       | Jurij Ščukin     | 6           | 6           |  |  | 5                | Jurij Ščukin       | Jurij Ščukin       | 65                 | 64            |   |   |               |               |              |              |              |  |
|  |                    | Vladimir Volčkov   | Vladimir Volčkov | 4           | 2           |  |  |                  |                    |                    |                    |               |   |   |               |               |              |              |              |  |

### Sezione 4
|  | Primo turno          | Primo turno              | Primo turno            | Primo turno | Primo turno |  |  | Secondo turno | Secondo turno      | Secondo turno      | Secondo turno      | Secondo turno      |   |   | Ultimo turno | Ultimo turno  | Ultimo turno  | Ultimo turno | Ultimo turno |  |
|  |                      |                          |                        |             |             |  |  |               |                    |                    |                    |                    |   |   |              |               |               |              |              |  |
|  | 4                    | Denis Istomin            | Denis Istomin          | 6           | 6           |  |  |               |                    |                    |                    |                    |   |   |              |               |               |              |              |  |
|  |                      | Aleksandr Krasnoruckij   | Aleksandr Krasnoruckij | 3           | 4           |  |  | 4             | Denis Istomin      | 7                  | 64                 | 6                  |   |   |              |               |               |              |              |  |
|  | Denis Macukevič      | Denis Macukevič          | 6                      | 65          | 6           |  |  |               | Denis Macukevič    | 62                 | 7                  | 4                  |   |   |              |               |               |              |              |  |
|  | Aleksandr Kudrjavcev | Aleksandr Kudrjavcev     | 3                      | 7           | 3           |  |  |               |                    |                    |                    |                    |   |   | 4            | Denis Istomin | Denis Istomin | 6            | 6            |  |
|  | Michail Elgin        | Michail Elgin            | Michail Elgin          | 7           | 6           |  |  |               |                    | 6                  | Michail Ledovskich | Michail Ledovskich | 4 | 2 |              |               |               |              |              |  |
|  | Pavel Čechov         | Pavel Čechov             | Pavel Čechov           | 5           | 4           |  |  |               | Michail Elgin      | Michail Elgin      | 65                 | 3                  |   |   |              |               |               |              |              |  |
|  | 6                    | Michail Ledovskich       | 6                      | 5           | 6           |  |  | 6             | Michail Ledovskich | Michail Ledovskich | 7                  | 6                  |   |   |              |               |               |              |              |  |
|  |                      | Kirill Ivanov-Smolenskij | 4                      | 7           | 1           |  |  |               |                    |                    |                    |                    |   |   |              |               |               |              |              |  |